# Hospitace
Hospitace je návštěva vyučovací hodiny či přednášky s cílem poznání stavu a úrovně výchovné a vzdělávací práce. Za účelem kontrolním ji vykonávají školní inspektoři a ředitelé škol. Za účelem studijním ji vykonávají učitelé a studující.
Slovo hospitace vychází z latinského výrazu pro návštěvu hospes. Z hlediska sociologie lze na hospitaci pohlížet jako na specifickou formu pozorování - standardizované pozorování. Jedná se o proces pozorování, které má za cíl sledovat situaci během výuky dle hospitačního záznamu. Předmětem daného pozorování je učitel, žáci a celková atmosféra a situace v dané pozorované třídě. Hospitace je zásahem do průběhu hodiny. Během hospitace může dojít k Hawthornskému efektu, tedy ke změně chování subjektů pozorování - žáků či pedagoga.
Hospitace nemusí nutně odrážet realitu výuky v dané třídě. Neměla by být předem ohlašována a pro docílení její objektivity a autentičnosti by o ní neměl být daný pedagog informován. Mnohdy je tato zásada porušována a pedagog připraví danou hodinu v souladu s nároky na kvalitu výuky, následná výuka mimo hospitace však těmto kvalitám již nemusí odpovídat.
Hospitace může být prováděna jak v rámci předškolní, základní, tak i střední úrovně vzdělávání.
Hospitaci by měl provádět kvalifikovaný pracovník (pedagog, ředitel) s dlouhodobou zkušeností. Jeho záměrem by nemělo být kárání sledovaného kolegy, nýbrž objektivní kritika a k ní přidružené návrhy na zlepšení.

## Cíle hospitace
Hospitace jako nástroj kontroly kvality výuky a sebereflexe klade za cíl:
- podrobně zmapovat modely vyučování, které učitelé praktikují;
- porovnat kvalitu výkonu různých učitelů;
- zjišťovat vzdělávací potřeby učitelů a plánovat jejich profesní rozvoj;
- získávat podklady a argumenty pro rozhodování v personální práci;
- provádět kontrolu, např. účinnosti přijímaných opatření;
- vzájemné vzdělávání učitelů, šíření příkladů dobré praxe, rozšiřování metodického rejstříku;
- zjišťovat efektivitu dalšího vzdělávání učitelů;
- zprostředkování zpětné vazby učitelům, jejich sebereflexi a rozvoj;
- zjišťovat, jak jsou respektovány vzdělávací strategie, formulované v ŠVP;
- zjišťovat klima tříd;
- sledovat, jak se projevují kompetence žáků v činnostech.[1]

## Legislativní rovina
Pojem hospitace není v zákoně o školství a vzdělávání upravován či zmiňován. Nicméně hospitace funguje jako nástroj pro sledování a evaluaci kvality výuky, zejména pak kvality pedagogů. Použití nástroje hospitace nepřímo vychází ze zákona č. 561/2004 Sb.

## Hospitační protokol či záznam
Strukturovaný protokol k zaznamenávání hospitace nabízí Česká školní inspekce, daný protokol neslouží pouze inspektorům, nýbrž i jiným aktérům vzdělávání - pedagogům, ředitelům, učitelkám mateřských škol a dalším školským pracovníkům. Daný protokol není závazný pro všechny vyučovací instituce, jedná se nicméně o minimální standard pro hospitace. Není vyloučeno že jednotlivé školy mají vlastní hospitační protokoly doplněné o specifické pasáže, které je potřeba vypozorovat a zhodnotit.
Oficiální hospitační záznam ČŠI obsahuje části o:
- Základních údajích o hospitaci
- Dětech (žácích)
- Pedagogovi či pedagožce
- Organizaci a průběhu vzdělávání (tedy průběhu hodiny)
- Podpůrných opatřeních
- Pohospitačním pohovoru